# Oxford Town
〈Oxford Town〉은 1962년 미국의 싱어송라이터 밥 딜런이 작곡한 곡이다. 1962년 12월 6일 컬럼비아의 스튜디오 A에서 그의 두 번째 음반 《The Freewheelin' Bob Dylan》으로 녹음되었다.
이 곡은 《브로드사이드》 잡지가 1962년 최고의 뉴스 행사 중 하나인 미시시피 대학교에 흑인 학생인 제임스 메러디스가 10월 1일 입학함으로써 촉발된 올레 미스 폭동에 대한 노래를 공개 초청한 것에 대한 응답으로 작곡되었다. 다른 제출물 중에는 필 오치의 노래 〈Ballad of Oxford, Mississippi〉가 있었다. 딜런의 노래에 나오는 가사와 음악은 1962년 12월 《브로드사이드》 호 17호에 실렸다.
미시시피 대학교가 미시시피주 옥스퍼드에 있다는 점을 제외하면 〈Oxford Town〉은 메러디스나 이름만 들어도 그 대학을 언급하지 않는다. 나중에, 스터즈 테켈과의 인터뷰에서, 딜런은 "메레디스 사건을 다루고 있지만, 또 그렇긴 하지만... 그럴 때 썼는데 어제 썼을 수도 있어요. 여전히 똑같습니다. 'Somebody better investigate soon(빨리 누군가가 조사하는 것이 나을거야)' 노래에 나오는 한 구절입니다."